# Lari Lehtonen
Pour les articles homonymes, voir Lehtonen.
Lari Lehtonen est un fondeur finlandais né le 21 juin 1987 à Imatra.

## Carrière
Membre du club de sa ville natale Imatra, il commence sa carrière en 2005, où il connaît un succès au Festival olympique de la jeunesse européenne avec deux médailles, dont une en or. Il fait ses premiers pas en Coupe du monde en 2008. Après une victoire en Coupe de Scandinavie à Vuokatti, il marque ses premiers points en janvier 2010 au quinze kilomètres classique d'Otepää (18e). Son meilleur résultat dans la compétition date du Tour de ski 2013-2014, qu'il conclut au 14e rang. Dans les Championnats du monde, il enregistre le meilleur résultat de sa carrière au skiathlon des Championnats du monde 2017 à Lahti avec la neuvième position à moins de 6 secondes du podium.
Il participe aux Jeux olympiques en 2010 à Vancouver, en 2014 à Sotchi et 2018 à Pyeongchang. Son meilleur résultat individuel est 23e du cinquante kilomètres en 2014 et son meilleur résultat en relais est quatrième en 2018.
Il prend sa retraite sportive en 2020 pour devenir le directeur du club Hollola Urheilijat.

## Palmarès

### Jeux olympiques
| Épreuve / Édition   | Sprint                           | Sprint                           | 15 km                            | 15 km                            | Poursuite 2 × 15 km | 50 km | Relais | Relais    |
| Épreuve / Édition   | libre                            | classique                        | libre                            | classique                        | Poursuite 2 × 15 km | 50 km | Sprint | 4 × 10 km |
| JO 2010 Vancouver   | Épreuve inexistante à cette date | —                                | —                                | Épreuve inexistante à cette date | 33e                 | 43e   | —      | —         |
| JO 2014 Sotchi      | —                                | Épreuve inexistante à cette date | Épreuve inexistante à cette date | —                                | 37e                 | 23e   | —      | 6e        |
| JO 2018 Pyeongchang | Épreuve inexistante à cette date | —                                | 31e                              | Épreuve inexistante à cette date | 33e                 |       |        | 4e        |

Légende :
- : pas d'épreuve
- — : Non disputée par Lehtonen

### Championnats du monde
| Épreuve / Édition           | Sprint                           | Sprint                           | 15 km                            | 15 km                            | Poursuite 2 × 15 km | 50 km | Relais | Relais    |
| Épreuve / Édition           | libre                            | classique                        | libre                            | classique                        | Poursuite 2 × 15 km | 50 km | Sprint | 4 × 10 km |
| Mondiaux 2011 Oslo          | —                                | Épreuve inexistante à cette date | Épreuve inexistante à cette date | —                                | 43e                 | —     | —      | —         |
| Mondiaux 2013 Val di Fiemme | Épreuve inexistante à cette date | —                                | 20e                              | Épreuve inexistante à cette date | 26e                 | 22e   | —      | 5e        |
| Mondiaux 2015 Falun         | Épreuve inexistante à cette date | —                                | 23e                              | Épreuve inexistante à cette date | 22e                 | DNF   | —      | —         |
| Mondiaux 2017 Lahti         | —                                | Épreuve inexistante à cette date | Épreuve inexistante à cette date | 23e                              | 9e                  | 23e   | —      | 5e        |
| Mondiaux 2019 Seefeld       | —                                | Épreuve inexistante à cette date | Épreuve inexistante à cette date | —                                | —                   | 35e   | —      | —         |

Légende :
- : pas d'épreuve
- — : Non disputée par Lehtonen
- DNF : abandon

### Coupe du monde
Son meilleur classement général est une 48e place en 2013-2014.

Son meilleur résultat individuel est à ce jour sa 14e place sur le Tour de ski 2013-2014.

#### Différents classements en Coupe du monde
| Année     | Classement général final | Classement distance | Classement sprint |
| 2009-2010 | 143e                     | 91e                 |                   |
| 2010-2011 | 132e                     | 84e                 |                   |
| 2011-2012 | 76e                      | 57e                 |                   |
| 2012-2013 | 98e                      | 62e                 |                   |
| 2013-2014 | 48e                      | 35e                 | 94e               |
| 2014-2015 | 95e                      | 59e                 |                   |
| 2015-2016 | 58e                      | 40e                 |                   |
| 2016-2017 | 59e                      | 42e                 |                   |
| 2017-2018 | 97e                      | 64e                 |                   |
| 2018-2019 | 142e                     | 99e                 |                   |
| 2019-2020 | 82e                      | 73e                 |                   |

### Festival olympique de la jeunesse européenne
- Monthey 2005 :
  -  Médaille d'or au 7,5 kilomètres classique.
  -  Médaille d'argent du dix kilomètres libre.

### Championnats de Finlande
- Champion du 30 km classique en 2014 et 2015.
- Champion du dix kilomètres libre en 2017.